# 蘇存
蘇存（？—？），字性甫，號燕南，直隸河間府任丘縣人，民籍，明朝政治人物。

## 生平
嘉靖十九年（1540年）庚子科順天府鄉試第七十一名舉人。嘉靖三十二年（1553年）中式癸丑科三甲第二百四十四名進士。都察院观政，起复授户部主事。

## 家族
曾祖蘇深；祖父蘇彪；父蘇臣。前母張氏；王氏。弟汝困。